# Kennya Cordner
Kennya Cordner (sinh ngày 11 tháng 11 năm 1988) là một tiền đạo bóng đá người Tobago hiện đang ký hợp đồng với đội bóng Na Uy IL Sandviken.

## Đầu đời
Cordner lớn lên ở Speyside, Tobago, nơi cô theo học trường trung học toàn diện Signal Hill. Chính tại ngôi trường Signal Hill, cô được giới thiệu về bóng đá.

### Đại học Harris
Cordner theo học tại Young Harris College, một trường đại học tư thục tại bang Georgia, Hoa Kỳ. Năm 2006, cô ghi được 18 bàn thắng và kiến tạo thành công 9 tình huống trong 13 trận đấu mà cô chơi cho Mountain Lions. Năm 2007, cô tham gia thi đấu trong 17 trận đấu, ghi được 37 bàn thắng, thực hiện 13 pha kiến tạo cho tổng cộng 87 điểm cho mùa giải - cao nhất trong giải đấu.

## Sự nghiệp cấp Câu lạc bộ

### Seattle Reign FC
Vào ngày 19 tháng 6 năm 2013, Cordner ký hợp đồng với Seattle Reign FC một phần trong suốt mùa khai mạc của Liên đoàn bóng đá nữ quốc gia. Về việc ký hợp đồng, huấn luyện viên trưởng của Reign FC Laura Harvey cho biết: "Ở mọi cấp độ cô ấy đã chơi, Kennya đã cho thấy cô ấy biết cách tìm đến mành lưới. Chúng tôi rõ ràng là một câu lạc bộ đang cần một cầu thủ có thể liên tục ghi bàn rất vui mừng khi thấy tác động mà Kennya có thể có trong NWSL." Cordner ra sân hai lần cho câu lạc bộ và được từ bỏ vào giữa tháng 7 để nhường chỗ cho một cầu thủ quốc tế khác trong đội. Các quy tắc của NASL chỉ cho phép hai người chơi quốc tế trong một đội.

## Sự nghiệp Quốc tế
Cordner ra sân thi đấu lần đầu tiên cho đội tuyển bóng đá quốc gia Trinidad và Tobago ở tuổi 15. Cô là một cầu thủ ghi bàn hàng đầu cho đội. Vào tháng 7 năm 2011, cô ghi được chín bàn thắng trong trận đấu vòng loại Olympic bóng đá nữ với đối thủ là đội tuyển Dominica, cùng với đội tuyển Trinidad và Tobago giành chiến thắng 15-1.